# الوالی
الوالی (به انگلیسی: Alewali) یک منطقهٔ مسکونی در هند است که در پنجاب (هند) واقع شده‌است.